# Francesco Desaymonet
Francesco Desaymonet (Rivoli, 20 aprile 1943) è un ex ciclista su strada italiano.

## Carriera
Professionista per due sole stagioni, dal 1969 al 1970, fu nell'anno di esordio nella massima categoria che si mise in evidenza con buone prestazioni nelle corse in linea del panorama ciclistico italiano.
Concluse, infatti, all'ottavo posto il Campionato italiano in linea ed il Giro della Provincia di Reggio Calabria, fu decimo al Giro di Romagna 1969 e risultò determinante nella vittoria del suo compagno di squadra Costantino Conti al Giro delle Marche del medesimo anno, al termine di una volata a tre con il danese Ole Ritter.

## Palmares
- 1967 (dilettanti)

Trofeo Attilio Strazzi
- 1968 (dilettanti)

Torino-Biella

## Piazzamenti

### Classiche monumento
- Milano-Sanremo

1970: 92º